# Nils Johan Modig
Nils Johan Modig, född 28 februari 1829 i Hovmantorps socken, Kronobergs län, död 4 april 1927 i Bräkne-Hoby socken, Blekinge län, var en svensk amatörorgelbyggare och byggmästare.
Modig föddes i Hovmantorp tillsammans med sin tvilling Lena Cajsa på Ryagården. Föräldrarna var Peter Nilsson Modig (1797–1839) och Anna Greta Jonasdotter (1797-). Han flyttade från sitt föräldrahem 1849. Modig byggde endast några få orglar i Lunds och Växjö stift under 1860-talet och 1880-talet.

## Lista över orglar
- Backaryds kyrka 1869.
- Hällaryds kyrka 1883.
- Öljehults kyrka 1883.